# Abattage par atmosphère contrôlée
Pour les articles homonymes, voir Abattage (homonymie).
L'abattage par atmosphère contrôlée (anglais : controlled atmosphere killing, CAK) est une méthode d'étourdissement et d'abattage d'animaux comme les poulets consistant à placer les animaux dans un conteneur dans lequel l'oxygène est raréfié au profit de gaz argon, d'hydrogène ou d'azote, faisant ainsi perdre conscience à l'animal avec peu ou pas de douleur.
L'abattage par atmosphère contrôlée est considéré comme l'une des méthodes les plus douces pour donner la mort. L'argon et l'hydrogène sont des composants importants dans le processus d'insensibilisation car le CO2 seul semble rendre les animaux angoissés,. Certaines entreprises commercialisant les gaz en question avancent que la viande d'un animal abattu par atmosphère contrôlée est de meilleure qualité.
Dans une campagne de la Société protectrice des animaux contre l'enseigne McDonald's, l'association compare les techniques par immobilisation électrique et l'abattage par atmosphère contrôlée, militant pour l'adoption du second. L’électronarcose est une autre méthode couramment utilisée pour lutter contre la souffrance animale. Elle présente l’avantage d’être agréée pour l’abattage rituel, notamment casher ou halal.
Des appareils portatifs de CAK existent.